# Asura decurrens
Asura decurrens là một loài bướm đêm thuộc phân họ Arctiinae, họ Erebidae.